# ミュージックステーションウルトラFES
『MUSIC STATION ウルトラFES』（ミュージックステーション・ウルトラフェス）は、テレビ朝日系列で2015年から2018年まで放送されていた音楽番組『ミュージックステーション』の大型特別番組である。9月の祝日に約10時間にわたって放送されていた。2019年以降は『ミュージックステーションスーパーライブ』と統合され、年末に『ミュージックステーション ウルトラSUPER LIVE』として放送されている。

## 概要
2015年9月に音楽番組『ミュージックステーション』（以下『Mステ』と記す）の放送開始30年目突入を記念して、9月23日（水曜日・秋分の日）の昼（正午）から夜（ゴールデンタイム・プライムタイム）にかけて、中断時間含め9時間48分に渡る大型特別番組『30年目突入! 史上初の10時間SP MUSIC STATION ウルトラFES』として放送。メイン司会のタモリにとっては、2014年3月31日に『森田一義アワー 笑っていいとも!』（フジテレビ系列）が放送終了して以来、1年半ぶりに昼の生放送番組への登板となり、同番組の終了によりこの番組が放送できるようになった。また、1986年10月24日の『Mステ』放送開始以来、これまでの最長放送時間は年末年始恒例の『ミュージックステーションスーパーライブ』の4時間10分だったが、それを超える10時間は史上初となった。また『Mステ』の特番で昼間からのスタートもこれが初である。
国内外・音楽のジャンルを問わず、大物アーティスト・歌手・バンド・アイドルグループ・演奏家が約60組前後が出演し、ライブを行うほか、日本を代表するJ-POP・歌謡曲の名曲・ヒット曲のベスト100ランキングを発表する。その他、データ放送やスマートフォンなどを駆使した特別企画も行われる。
第1部はテレビ朝日本社1階アトリウムに作られた特設セットから放送、続く第2部以降は通常生放送を行っているテレビ朝日第1スタジオから放送を行う（ただし、第2部でも一部、アトリウムを使用する場合がある）。また、テレ朝のスタジオ以外にも、EX THEATER ROPPONGIや、日本・世界各地を生中継で結ぶ。ただし、一部事前収録の場合もある。
2015年の成功を受けて以降、2016年には放送開始30周年を記念して、9月19日（月曜日・敬老の日）に『30周年記念特別番組 MUSIC STATION ウルトラFES』として放送された。以後2017年9月18日に『MUSIC STATION ウルトラFES 2017』、2018年9月17日に『MUSIC STATION ウルトラFES 2018』として放送されており、3年連続で月曜日、且つ敬老の日の放送となっている。
2019年は金曜日のゴールデンタイムの大改編により、金曜21時枠への放送枠移動の準備の関係上『ウルトラFES』の放送は見送られた。しかし、11月22日の放送（2時間スペシャル）で12月27日に『スーパーライブ』と合体して11時間超えの生放送が行われることが発表された。
2020年以降は新型コロナウイルス感染症の拡大に伴い放送が困難と判断されたため、『ウルトラFES』の放送は見送られた。前年と同様に『MUSIC STATION ウルトラSUPER LIVE』として放送（放送時間は6時間10分に短縮）。

## 各回の放送概要
| 回 | 放送日                             | 放送時間      | タイトル                                              | 総合司会        | 主要テーマ ランキングBEST100のテーマ                               | 視聴率 | 備考                                 |
| -- | ---------------------------------- | ------------- | ----------------------------------------------------- | --------------- | ------------------------------------------------------------------ | ------ | ------------------------------------ |
| 1  | 2015年9月23日 （水曜日・秋分の日） | 12:00 - 21:48 | 30年目突入!史上初の10時間SP MUSIC STATION ウルトラFES | タモリ 弘中綾香 | 「日本人に元気をくれた 世界に誇るニッポンの歌 BEST100」            | 18.3%  | 番組開始30年目を記念して放送         |
| 2  | 2016年9月19日 （月曜日・敬老の日） | 12:00 - 21:48 | 30周年記念特別番組 MUSIC STATION ウルトラFES          | タモリ 弘中綾香 | 「日本に影響を与えた曲BEST100」                                    | 13.9%  | 番組開始30周年を記念して放送         |
| 3  | 2017年9月18日 （月曜日・敬老の日） | 12:00 - 22:18 | MUSIC STATION ウルトラFES 2017                        | タモリ 弘中綾香 | 「ウルトラなFES」 「元気が出るウルトラソングランキング100」        | 11.4%  | 史上最長となる10時間18分に亘って放送 |
| 4  | 2018年9月17日 （月曜日・敬老の日） | 12:00 - 21:48 | MUSIC STATION ウルトラFES 2018                        | タモリ 弘中綾香 | 「名曲だらけの踊る10時間」 「この振付が好き!ニッポンの名曲BEST50」 | 14.9%  |                                      |

注釈
1. 放送時間はJST。
2. 各回の視聴率について、第3部（19:00 - 21:48、第3回は19:00 - 22:18）のものであり、いずれもビデオリサーチ調べ、関東地区・世帯・リアルタイム。赤数字は最高視聴率、青数字は最低視聴率。

## 2015年
- 番組タイトル：『30年目突入! 史上初の10時間SP MUSIC STATION ウルトラFES』
- ロゴ表記：『30周年!史上初の10時間SP MUSIC STATION ウルトラFES』
- 放送日時：2015年9月23日（水曜日・秋分の日）、12:00 - 21:48[注 1]
- 平均視聴率（ビデオリサーチ調べ、関東地区・世帯・リアルタイム）[5]
  - 第1部（12:00 -16:45）：9.4%
  - 第2部（17:00 - 19:00）：15.0%
  - 第3部（19:00 - 21:48）：18.3%[2]

番組放送開始30年目突入を記念し、スペシャルコーナー「日本人に元気をくれた 世界に誇るニッポンの歌 BEST100」をメイン企画に据え、豪華アーティスト総勢61組がライブを行った。
放送を記念して、立体等身大のタモリ像が制作され、テレビ朝日の夏イベント「テレビ朝日・六本木ヒルズ 夏祭り SUMMER STATION」会場のテレ朝本社アトリウムのMステブースにも展示されたほか、全国各地のコンサート会場にも巡回した。

### 出演アーティスト・曲目（2015年）
| 曲順 | アーティスト         | 楽曲                              |
| ---- | -------------------- | --------------------------------- |
| 1    | 近藤真彦             | ギンギラギンにさりげなく          |
| 2    | 工藤静香             | 恋一夜                            |
| 3    | 森高千里             | 私がオバさんになっても            |
| 4    | ジャニーズWEST       | ええじゃないか                    |
| 5    | A.B.C-Z              | Za ABC〜5stars〜                  |
| 6    | Sexy Zone            | Sexy Zone                         |
| 7    | Hey! Say! JUMP       | Come On A My House                |
| 8    | ももいろクローバーZ  | 行くぜっ!怪盗少女                 |
| 9    | 加山雄三             | 海 その愛                         |
| 10   | モーニング娘。'15    | LOVEマシーン                      |
| 11   | 一青窈               | ハナミズキ                        |
| 12   | 山崎まさよし         | One more time, One more chance    |
| 13   | 秦基博               | ひまわりの約束                    |
| 14   | スキマスイッチ       | ボクノート                        |
| 15   | 倖田來未             | 愛のうた                          |
| 16   | エレファントカシマシ | 今宵の月のように                  |
| 17   | 徳永英明             | 壊れかけのRadio                   |
| 18   | 乃木坂46             | 何度目の青空か?                   |
| 19   | TRF                  | survival dAnce 〜no no cry more〜 |
| 20   | T.M.Revolution       | HOT LIMIT                         |
| 21   | GACKT                | ANOTHER WORLD                     |
| 22   | BEGIN                | 島人ぬ宝                          |
| 23   | 槇原敬之             | どんなときも。                    |
| 24   | JUJU                 | やさしさで溢れるように            |
| 25   | HKT48                | メロンジュース                    |
| 26   | NMB48                | ナギイチ                          |
| 27   | SKE48                | パレオはエメラルド                |
| 28   | 秋川雅史             | 千の風になって                    |
| 29   | 奥田民生             | イージュー★ライダー               |
| 30   | ポルノグラフィティ   | サウダージ                        |

| 曲順 | アーティスト           | 楽曲                       |
| ---- | ---------------------- | -------------------------- |
| 31   | 初音ミク               | 千本桜                     |
| 32   | SEKAI NO OWARI         | RPG                        |
| 33   | 西野カナ               | Darling                    |
| 34   | GENERATIONS            | BRAVE IT OUT               |
| 35   | E-girls                | Follow Me                  |
| 36   | REBECCA                | RASPBERRY DREAM            |
| 37   | REBECCA                | フレンズ                   |
| 38   | 嵐                     | 宮城×嵐 祭りメドレー       |
| 39   | 平井堅                 | 瞳をとじて                 |
| 40   | いきものがかり         | ありがとう                 |
| 41   | 椎名林檎               | 丸ノ内サディスティック     |
| 42   | aiko                   | カブトムシ                 |
| 43   | コブクロ               | YELL〜エール〜             |
| 44   | ゆず                   | 栄光の架橋                 |
| 45   | 森山直太朗             | さくら (独唱)              |
| 46   | Perfume                | ポリリズム                 |
| 47   | KAT-TUN                | Real Face                  |
| 48   | 関ジャニ∞              | ズッコケ男道               |
| 49   | NEWS                   | チャンカパーナ             |
| 50   | タッキー&翼            | Venus                      |
| 51   | 三代目 J Soul Brothers | R.Y.U.S.E.I.               |
| 52   | AKB48                  | ポニーテールとシュシュ     |
| 53   | AKB48                  | Everyday、カチューシャ     |
| 54   | AKB48                  | 恋するフォーチュンクッキー |
| 55   | KinKi Kids             | 硝子の少年                 |
| 56   | V6                     | WAになっておどろう         |
| 57   | TOKIO                  | LOVE YOU ONLY              |
| 58   | L'Arc〜en〜Ciel        | HONEY                      |
| 59   | SMAP                   | 夜空ノムコウ               |
| 60   | SMAP                   | Dear WOMAN                 |
| 61   | SMAP                   | 世界に一つだけの花         |
| 62   | 福山雅治               | HELLO                      |
| 63   | 福山雅治               | 桜坂                       |
| 64   | 浜崎あゆみ             | a song is born             |
| 65   | X JAPAN                | 紅                         |
| 66   | X JAPAN                | Forever love               |
| 67   | EXILE                  | Choo Choo TRAIN            |
| 68   | EXILE                  | Rising Sun                 |

### 「日本人に元気をくれた 世界に誇るニッポンの歌 BEST100」ランキング
| 順位 | 曲名                       | アーティスト          |
| ---- | -------------------------- | --------------------- |
| 1    | 世界に一つだけの花         | SMAP                  |
| 2    | 上を向いて歩こう           | 坂本九                |
| 3    | 川の流れのように           | 美空ひばり            |
| 4    | さくら (独唱)              | 森山直太朗            |
| 5    | TSUNAMI                    | サザンオールスターズ  |
| 6    | 栄光の架橋                 | ゆず                  |
| 7    | 糸                         | 中島みゆき            |
| 8    | 桜坂                       | 福山雅治              |
| 9    | 昴                         | 谷村新司              |
| 10   | 恋するフォーチュンクッキー | AKB48                 |
| 11   | ありがとう                 | いきものがかり        |
| 12   | A・RA・SHI                 | 嵐                    |
| 13   | 赤いスイートピー           | 松田聖子              |
| 14   | 瞳をとじて                 | 平井堅                |
| 15   | First Love                 | 宇多田ヒカル          |
| 16   | Rising Sun                 | EXILE                 |
| 17   | ultra soul                 | B'z                   |
| 18   | 時代                       | 中島みゆき            |
| 19   | いい日旅立ち               | 山口百恵              |
| 20   | 何度でも                   | DREAMS COME TRUE      |
| 21   | CAN YOU CELEBRATE?         | 安室奈美恵            |
| 22   | 少年時代                   | 井上陽水              |
| 23   | いとしのエリー             | サザンオールスターズ  |
| 24   | Dragon Night               | SEKAI NO OWARI        |
| 25   | 千本桜                     | 初音ミク/黒うさP      |
| 26   | 春よ、来い                 | 松任谷由実            |
| 27   | 家族になろうよ             | 福山雅治              |
| 28   | R.Y.U.S.E.I.               | 三代目J Soul Brothers |
| 29   | 愛燦燦                     | 美空ひばり            |
| 30   | RPG                        | SEKAI NO OWARI        |
| 31   | キセキ                     | GReeeeN               |
| 32   | LOVE PHANTOM               | B'z                   |
| 33   | 涙そうそう                 | 夏川りみ              |
| 34   | GUTS!                      | 嵐                    |
| 35   | まつり                     | 北島三郎              |
| 36   | ようかい体操第一           | Dream5                |
| 37   | innocent world             | Mr.Children           |
| 38   | Automatic                  | 宇多田ヒカル          |
| 39   | LOVE LOVE LOVE             | DREAMS COME TRUE      |
| 40   | 負けないで                 | ZARD                  |
| 41   | 秋桜                       | 山口百恵              |
| 42   | 夏色                       | ゆず                  |
| 43   | ポリリズム                 | Perfume               |
| 44   | 夜空ノムコウ               | SMAP                  |
| 45   | NIPPON                     | 椎名林檎              |
| 46   | 津軽海峡冬景色             | 石川さゆり            |
| 47   | 蕾                         | コブクロ              |
| 48   | HOWEVER                    | GLAY                  |
| 49   | Everything                 | MISIA                 |
| 50   | 愛をこめて花束を           | Superfly              |

| 順位 | 曲名                        | アーティスト         |
| ---- | --------------------------- | -------------------- |
| 51   | 千の風になって              | 秋川雅史             |
| 52   | 紅                          | X JAPAN              |
| 53   | 見上げてごらん夜の星を      | 坂本九               |
| 54   | ヘビーローテーション        | AKB48                |
| 55   | DESIRE -情熱-               | 中森明菜             |
| 56   | 夜明けのスキャット          | 由紀さおり           |
| 57   | Jupiter                     | 平原綾香             |
| 58   | Choo Choo TRAIN             | EXILE                |
| 59   | Merry Christmas Mr.Lawrence | 坂本龍一             |
| 60   | どんなときも。              | 槇原敬之             |
| 61   | 島唄                        | THE BOOM             |
| 62   | 天体観測                    | BUMP OF CHICKEN      |
| 63   | 乾杯                        | 長渕剛               |
| 64   | Story                       | AI                   |
| 65   | 残酷な天使のテーゼ          | 高橋洋子             |
| 66   | 硝子の少年                  | KinKi Kids           |
| 67   | 贈る言葉                    | 海援隊               |
| 68   | ギミチョコ!!                | BABYMETAL            |
| 69   | 手紙〜拝啓 十五の君へ〜     | アンジェラ・アキ     |
| 70   | チェリー                    | スピッツ             |
| 71   | 虹                          | L'Arc〜en〜Ciel      |
| 72   | あとひとつ                  | FUNKY MONKEY BABYS   |
| 73   | 愛は勝つ                    | KAN                  |
| 74   | ファッションモンスター      | きゃりーぱみゅぱみゅ |
| 75   | 愛のメモリー                | 松崎しげる           |
| 76   | さよなら                    | オフコース           |
| 77   | 雪の華                      | 中島美嘉             |
| 78   | カブトムシ                  | aiko                 |
| 79   | クリスマス・イブ            | 山下達郎             |
| 80   | アゲハ蝶                    | ポルノグラフィティ   |
| 81   | 終わりなき旅                | Mr.Children          |
| 82   | ひまわりの約束              | 秦基博               |
| 83   | ガッツだぜ!!                | ウルフルズ           |
| 84   | アンパンマンのマーチ        | ドリーミング         |
| 85   | M                           | 浜崎あゆみ           |
| 86   | Happiness                   | 嵐                   |
| 87   | ハナミズキ                  | 一青窈               |
| 88   | J.BOY                       | 浜田省吾             |
| 89   | My Revolution               | 渡辺美里             |
| 90   | I LOVE YOU                  | 尾崎豊               |
| 91   | 夢をかなえてドラえもん      | mao                  |
| 92   | 粉雪                        | レミオロメン         |
| 93   | 地上の星                    | 中島みゆき           |
| 94   | Let It Go〜ありのままで〜   | 松たか子             |
| 95   | ワダツミの木                | 元ちとせ             |
| 96   | 未来予想図II                | DREAMS COME TRUE     |
| 97   | Forever love                | X JAPAN              |
| 98   | 勇気100%                    | NYC                  |
| 99   | 世界の国からこんにちは      | 三波春夫             |
| 100  | 桜                          | コブクロ             |

- 太字は番組内で披露された曲。

### 2015年のできごと
- 番組開始冒頭のスポットゲストとして、黒柳徹子（時間帯本来の番組である『徹子の部屋』司会者）が、第1部トップバッターを務める近藤真彦の応援ゲストとして登場[注 13][注 14]。この際、黒柳がアドリブで「私の部屋はどこ?」と尋ねる場面があった。
- 過去の放送回の映像から、ZARDの「負けないで」と宇多田ヒカルの「First Love」の歌唱映像を、アメリカ・ハリウッドの映像制作会社、プライム・フォーカス（英語版）社の協力を得てデジタルリマスタリングを施した高画質版（HDリマスター版）で放送した。
- ジャニーズ事務所所属グループ11組による「ジャニーズウルトラヒットメドレー」を3部にわたりEX THEATER ROPPONGIからの生中継で実施。
- バーチャル・アイドル（ボーカロイド）の初音ミクが地上波テレビ音楽番組に初"出演"した。
- 嵐はこの日、宮城県で開催していたコンサートの会場から中継で登場し、宮城県の祭りをメドレーでつなぎ、地元の人々とともに踊りを披露した。
- BEGINは沖縄県石垣島から中継で登場し、「島人ぬ宝」を披露。以来、BEGINは沖縄で中継から登場するのが恒例となっている。
- Perfumeはこの日、コンサートを行っていた日本武道館からの中継で登場。Perfumeと親交のあるよしもと所属のお笑いコンビ・ハリセンボンと、同じくサバンナ・高橋茂雄が応援ゲストとして登場した。
- REBECCAと福山雅治はスケジュールの都合上、事前収録での演奏となった。
- 全出演アーティストのうち、SMAP、嵐、AKB48が3曲を披露した。また、AKB48の「恋するフォーチュンクッキー」のパフォーマンス中には、SMAPの木村拓哉が指原莉乃たちにゲスト席から導かれる形で、途中から踊りに参加した。
- 全出演者中、小室哲哉のみ昼の部と夜の部の両方に出演した。
- エンディングにて、タモリは10時間の生放送を振り返り「知らない人が見たら、音楽専門チャンネルと勘違いするよね」とコメントした。

## 2016年
- 番組タイトル：『30周年記念特別番組 MUSIC STATION ウルトラFES』
- ロゴ表記：『30周年記念特別番組 MUSIC STATION ウルトラFES』
- 放送日時：2016年9月19日（月曜日・敬老の日）[2]、12:00 - 21:48[注 1]
- 平均視聴率（ビデオリサーチ調べ、関東地区・世帯・リアルタイム）
  - 第1部（12:00 - 16:45）：9.8%
  - 第2部（17:00 - 19:00）：12.0%
  - 第3部（19:00 - 21:48）：13.9%

前年の成功を受け、2回目の放送となったこの回は番組放送開始30周年を記念して放送された。今回のテーマは「日本に影響を与えた曲」で、名曲・ヒット曲を中心に構成。全60組が出演し、各アーティストがそれぞれ代表曲やデビュー曲を披露した。また「日本に影響を与えた曲 BEST100」も発表された。
9月2日の放送で出演アーティスト第1次発表となる55組の出演が発表され、続く9日には追加発表として、宇多田ヒカルが8年ぶりに出演することが発表されたほか、尾崎豊の長男・尾崎裕哉が初出演することも発表された。15日から17日にかけて、番組で披露される楽曲が発表された。

### 出演アーティスト・曲目（2016年）
| 曲順 | アーティスト         | 楽曲                            |
| ---- | -------------------- | ------------------------------- |
| 1    | ジャニーズWEST       | ええじゃないか                  |
| 2    | A.B.C-Z              | Za ABC〜5stars〜                |
| 3    | Sexy Zone            | Sexy Zone                       |
| 4    | ももいろクローバーZ  | Z伝説 〜終わりなき革命〜        |
| 5    | モーニング娘。 '16   | LOVEマシーン(updated)           |
| 7    | ゴールデンボンバー   | 女々しくて                      |
| 8    | 観月ありさ           | 伝説の少女                      |
| 9    | 森高千里             | 気分爽快                        |
| 10   | HKT48                | スキ!スキ!スキップ!             |
| 11   | NMB48                | 絶滅黒髪少女                    |
| 12   | SKE48                | 強き者よ                        |
| 13   | PUFFY                | アジアの純真                    |
| 14   | PUFFY                | これが私の生きる道              |
| 15   | ウルフルズ           | バンザイ 〜好きでよかった〜     |
| 16   | GENERATIONS          | ALL FOR YOU                     |
| 17   | E-girls              | ごめんなさいのKissing You       |
| 18   | 矢野顕子             | 春咲小紅                        |
| 19   | 森山直太朗           | 夏の終わり                      |
| 20   | 森山良子             | この広い野原いっぱい            |
| 21   | 森山良子・森山直太朗 | 涙そうそう                      |
| 22   | My Little Lover      | Hello, Again 〜昔からある場所〜 |
| 23   | JUJU                 | 六本木心中                      |
| 24   | BEGIN                | 海の声                          |
| 25   | 西野カナ             | トリセツ                        |
| 26   | 木村カエラ           | Butterfly                       |
| 27   | AI                   | Story                           |
| 28   | 秦基博               | ひまわりの約束                  |
| 29   | スキマスイッチ       | 奏                              |
| 30   | ポルノグラフィティ   | アゲハ蝶                        |
| 31   | 槇原敬之             | もう恋なんてしない              |
| 32   | 乃木坂46             | ぐるぐるカーテン                |
| 33   | Cocco                | 強く儚い者たち                  |
| 34   | JUJU・山崎育三郎     | ビッグバンドビートメドレー      |

| 曲順 | アーティスト                         | 楽曲                                 |
| ---- | ------------------------------------ | ------------------------------------ |
| 35   | miwa                                 | 360°                                 |
| 36   | SEKAI NO OWARI                       | RPG                                  |
| 37   | back number                          | 高嶺の花子さん                       |
| 38   | YEN TOWN BAND                        | Swallowtail Butterfly 〜あいのうた〜 |
| 39   | いきものがかり                       | SAKURA                               |
| 40   | aiko                                 | ボーイフレンド                       |
| 41   | aiko                                 | あたしの向こう                       |
| 42   | Perfume                              | Spending all my time                 |
| 43   | Kiroro                               | 未来へ                               |
| 44   | きゃりーぱみゅぱみゅ                 | キミに100パーセント                  |
| 45   | きゃりーぱみゅぱみゅ                 | つけまつける                         |
| 46   | THE YELLOW MONKEY                    | BURN                                 |
| 47   | THE YELLOW MONKEY                    | LOVE LOVE SHOW                       |
| 48   | 星野源                               | SUN                                  |
| 49   | 平井堅                               | 楽園                                 |
| 50   | 尾崎裕哉                             | I LOVE YOU                           |
| 51   | 松本孝弘                             | #1090 〜Million Dreams〜             |
| 52   | 三代目 J Soul Brothers               | J.S.B DREAM                          |
| 53   | 三代目 J Soul Brothers               | R.Y.U.S.E.I.                         |
| 54   | ミッキーマウスとディズニーの仲間たち | ディズニースペシャルメドレー         |
| 55   | 桐谷健太                             | 海の声                               |
| 56   | Kis-My-Ft2                           | SHE! HER! HER!                       |
| 57   | Kis-My-Ft2                           | Everybody Go                         |
| 58   | Hey! Say! JUMP                       | Ultra Music Power                    |
| 59   | Hey! Say! JUMP                       | Ride With Me -2016-                  |
| 60   | 関ジャニ∞                            | 浪花いろは節                         |
| 61   | 関ジャニ∞                            | 無責任ヒーロー                       |
| 62   | NEWS                                 | 希望〜Yell〜                         |
| 63   | NEWS                                 | ONE -for the win-                    |
| 64   | AKB48                                | ヘビーローテーション                 |
| 65   | AKB48                                | 恋するフォーチュンクッキー           |
| 66   | AKB48                                | 365日の紙飛行機                      |
| 67   | 嵐                                   | A・RA・SHI                           |
| 68   | 嵐                                   | 果てない空                           |
| 69   | 嵐                                   | Sakura                               |
| 70   | 宇多田ヒカル                         | 桜流し                               |
| 71   | 浜崎あゆみ                           | M                                    |
| 72   | 浜崎あゆみ                           | SEASONS                              |
| 73   | 浜崎あゆみ                           | evolution                            |
| 74   | KinKi Kids                           | 硝子の少年                           |
| 75   | KinKi Kids                           | Anniversary                          |
| 76   | V6                                   | MUSIC FOR THE PEOPLE                 |
| 77   | V6                                   | Darling                              |
| 78   | TOKIO                                | AMBITIOUS JAPAN!                     |
| 79   | TOKIO                                | LOVE YOU ONLY                        |
| 80   | 福山雅治                             | 虹                                   |
| 81   | 福山雅治                             | milk tea                             |
| 82   | 福山雅治                             | 桜坂                                 |

### 「日本に影響を与えた曲 BEST100」ランキング
| 順位 | 曲名                       | アーティスト                     |
| ---- | -------------------------- | -------------------------------- |
| 1    | 世界に一つだけの花         | SMAP                             |
| 2    | 上を向いて歩こう           | 坂本九                           |
| 3    | Automatic                  | 宇多田ヒカル                     |
| 4    | 勝手にシンドバッド         | サザンオールスターズ             |
| 5    | Let It Go〜ありのままで〜  | 松たか子                         |
| 6    | 川の流れのように           | 美空ひばり                       |
| 7    | Let It Be                  | ザ・ビートルズ                   |
| 8    | 恋するフォーチュンクッキー | AKB48                            |
| 9    | 負けないで                 | ZARD                             |
| 10   | A・RA・SHI                 | 嵐                               |
| 11   | いい日旅立ち               | 山口百恵                         |
| 12   | LOVEマシーン               | モーニング娘。                   |
| 13   | I LOVE YOU                 | 尾崎豊                           |
| 14   | スリラー                   | マイケル・ジャクソン             |
| 15   | 桜坂                       | 福山雅治                         |
| 16   | 栄光の架橋                 | ゆず                             |
| 17   | R.Y.U.S.E.I.               | 三代目 J soul Brothers           |
| 18   | つけまつける               | きゃりーぱみゅぱみゅ             |
| 19   | CAN YOU CELEBRATE?         | 安室奈美恵                       |
| 20   | リンゴの唄                 | 並木路子                         |
| 21   | Rydeen                     | YMO                              |
| 22   | イマジン                   | ジョン・レノン                   |
| 23   | Rising Sun                 | EXILE                            |
| 24   | 時代                       | 中島みゆき                       |
| 25   | UFO                        | ピンク・レディー                 |
| 26   | 何度でも                   | DREAMS COME TRUE                 |
| 27   | クリスマス・イブ           | 山下達郎                         |
| 28   | 紅                         | X JAPAN                          |
| 29   | 贈る言葉                   | 海援隊                           |
| 30   | キセキ                     | GReeeeN                          |
| 31   | 女々しくて                 | ゴールデンボンバー               |
| 32   | さくら (独唱)              | 森山直太朗                       |
| 33   | ありがとう                 | いきものがかり                   |
| 34   | RPG                        | SEKAI NO OWARI                   |
| 35   | ultra soul                 | B'z                              |
| 36   | 残酷な天使のテーゼ         | 高橋洋子                         |
| 37   | PERFECT HUMAN              | RADIO FISH                       |
| 38   | ブルー・シャトウ           | ジャッキー吉川とブルー・コメッツ |
| 39   | 東京五輪音頭               | 三波春夫                         |
| 40   | ロビンソン                 | スピッツ                         |
| 41   | ダイヤモンド・ヘッド       | ザ・ベンチャーズ                 |
| 42   | Get Wild                   | TM NETWORK                       |
| 43   | ポリリズム                 | Perfume                          |
| 44   | 赤いスイートピー           | 松田聖子                         |
| 45   | innocent world             | Mr.Children                      |
| 46   | 神田川                     | かぐや姫                         |
| 47   | HOWEVER                    | GLAY                             |
| 48   | 結婚しようよ               | よしだたくろう                   |
| 49   | 君といつまでも             | 加山雄三                         |
| 50   | なごり雪                   | イルカ                           |
| 順位 | 曲名                       | アーティスト                     |

| 順位 | 曲名                        | アーティスト                   |
| ---- | --------------------------- | ------------------------------ |
| 51   | およげ!たいやきくん         | 子門真人                       |
| 52   | 昴                          | 谷村新司                       |
| 53   | 春よ、来い                  | 松任谷由実                     |
| 54   | 高校三年生                  | 舟木一夫                       |
| 55   | B・BLUE                     | BOØWY                          |
| 56   | トリセツ                    | 西野カナ                       |
| 57   | 天体観測                    | BUMP OF CHICKEN                |
| 58   | Jupiter                     | 平原綾香                       |
| 59   | 千本桜                      | 初音ミク                       |
| 60   | 千の風になって              | 秋川雅史                       |
| 61   | スーダラ節                  | 植木等                         |
| 62   | 海の声                      | 桐谷健太                       |
| 63   | 少年時代                    | 井上陽水                       |
| 64   | 帰って来たヨッパライ        | ザ・フォーク・クルセダーズ     |
| 65   | ギミチョコ!!                | BABYMETAL                      |
| 66   | 花の首飾り                  | ザ・タイガース                 |
| 67   | まつり                      | 北島三郎                       |
| 68   | 乾杯                        | 長渕剛                         |
| 69   | DESIRE -情熱-               | 中森明菜                       |
| 70   | 蝋人形の館                  | 聖飢魔II                       |
| 71   | Gee                         | 少女時代                       |
| 72   | LA・LA・LA LOVE SONG        | 久保田利伸 with NAOMI CAMPBELL |
| 73   | リンダリンダ                | THE BLUE HEARTS                |
| 74   | 桜                          | コブクロ                       |
| 75   | ようかい体操第一            | Dream5                         |
| 76   | 翼をください                | 赤い鳥                         |
| 77   | YOUNG MAN (Y.M.C.A.)        | 西城秀樹                       |
| 78   | evolution                   | 浜崎あゆみ                     |
| 79   | 三百六十五歩のマーチ        | 水前寺清子                     |
| 80   | 言葉にできない              | 小田和正                       |
| 81   | ルビーの指環                | 寺尾聰                         |
| 82   | Merry Christmas Mr.Lawrence | 坂本龍一                       |
| 83   | ギザギザハートの子守唄      | チェッカーズ                   |
| 84   | EZ DO DANCE                 | trf                            |
| 85   | POKER FACE                  | レディー・ガガ                 |
| 86   | 愛は勝つ                    | KAN                            |
| 87   | おどるポンポコリン          | B.B.クィーンズ                 |
| 88   | どんなときも。              | 槇原敬之                       |
| 89   | セーラー服を脱がさないで    | おニャン子クラブ               |
| 90   | 勝手にしやがれ              | 沢田研二                       |
| 91   | 島唄                        | THE BOOM                       |
| 92   | JAM                         | THE YELLOW MONKEY              |
| 93   | ひまわりの約束              | 秦基博                         |
| 94   | ハナミズキ                  | 一青窈                         |
| 95   | ワインレッドの心            | 安全地帯                       |
| 96   | DEPARTURES                  | globe                          |
| 97   | Story                       | AI                             |
| 98   | ガッツだぜ!!                | ウルフルズ                     |
| 99   | 関白宣言                    | さだまさし                     |
| 100  | 涙そうそう                  | 夏川りみ                       |

- 太字は番組内で披露された曲。

### 2016年のできごと
- 開幕を飾ったのはジャニーズ事務所所属グループによる「ジャニーズウルトラヒットメドレー」で、今回も総勢10組[注 32]が、トップバッターの3組、夜の部中盤の4組、ラスト前の3組、計3パートにわたりメドレーを披露。なお、この回は2年連続（前年は宮城からの中継のため）でメドレーに参加しなかった嵐も含むジャニーズ全11組がEX THEATER ROPPONGIから中継で登場した。
- 目玉企画の「日本に影響を与えた曲 BEST100」では、日本全国の各世代からのアンケートなどを基に、J-POP・歌謡曲の名曲・ヒット曲全100曲のランキングを発表。1位はSMAP「世界に一つだけの花」、2位は坂本九の「上を向いて歩こう」と、前年から2年連続で1位・2位が同じ曲という結果となった。
- この年も、過去の映像を高画質化して放送。石原裕次郎の生涯最後のテレビ出演となった1987年1月9日のハワイからの衛星生中継で「BEYOND THE REEF」を歌った当時の映像[注 33]や、植木等が1990年12月21日に出演し「スーダラ伝説」（61位）を披露した時のもの、坂本九が1962年の映画『上を向いて歩こう』で共演の吉永小百合や高橋英樹らと一緒に「上を向いて歩こう」（2位）を歌唱する場面[16][注 34]、さらに安室奈美恵が1997年に出演した際「CAN YOU CELEBRATE?」（17位）を披露した当時の映像をそれぞれ「ウルトラHDリマスター」版にして放送した。このうち、裕次郎と植木の映像は画角4:3の標準サイズ（サイドパネルあり）で流された。
- 第2部にて、同局系で放送の人気アニメであり、当時『Mステ』と共に金曜日のゴールデンタイムに放送されていた『ドラえもん』『クレヨンしんちゃん』とのコラボ企画を実施[10][11]。第2部のトップバッターとして登場したmiwaが『ドラえもん』とコラボ、『Mステ』をアニメ化し、タモリ、弘中、miwaがアニメのキャラクターとなり[注 35]、ドラえもんと共演。miwaはこの日「360°」[注 36]を披露。また、『クレヨンしんちゃん』の主人公「野原しんのすけ」はAR技術を駆使した演出で登場、スタジオでタモリや弘中ともトークした他、きゃりーぱみゅぱみゅと「キミに100パーセント」で共演。なお、アニメ制作はシンエイ動画（両アニメの製作を手掛けている）が担当した。
- ミッキーマウスとディズニーの仲間たちのスペシャル企画として、昼の部の終盤にて東京ディズニーシーのショーイベントである「ビッグバンドビート」とJUJU、ミュージカル俳優の山崎育三郎によるコラボレーションライブの模様を放送（同所にて収録）。また夜の部ではミッキーと仲間たちによるスペシャルメドレーを披露した。
- 活動休止明けから初のテレビ出演となる宇多田ヒカルは8年ぶりの『Mステ』出演となった[10][11]。自身が活動休止中"人間活動"に入っていた期間に起こった東日本大震災の後、翌2012年に制作した「桜流し」をテレビ初披露。それに先駆け、宇多田とタモリによるスペシャル対談を放送した[17]。なお、宇多田はトーク・演奏部分ともに事前収録となった。
- 同年再集結を果たしたTHE YELLOW MONKEYは、「BURN」、「LOVE LOVE SHOW」の2曲を披露した。
- 女優としても活躍する観月ありさは、デビュー曲である「伝説の少女」を25年ぶりに披露した[14]。
- 初登場の森山良子と、2年連続出演の長男・直太朗による、番組初の親子出演が実現。「涙そうそう」をコラボレーションで披露した[注 37]。
- 沖縄県出身のBEGIN、Kiroro、Coccoの3組が同県今帰仁村から生中継で登場。うち、2年連続出演のBEGINは「海の声」を演奏。また桐谷健太も東京湾から中継で登場し「海の声」を熱唱。今回初めて、同一曲を異なる2組が披露した。
- 松本孝弘はロサンゼルスから出演、自身が作曲した番組テーマ曲「#1090 〜Million Dreams〜」を現地から披露した。
- 尾崎豊（1992年没）の長男で、シンガーソングライターの尾崎裕哉が番組初出演[12][注 16]、父の代表曲である「I LOVE YOU」を披露した。
- 全出演アーティストのうち、AKB48、嵐、浜崎あゆみ、福山雅治が3曲を披露した。
- 前年のトリを務め、メンバー3名（松本利夫、ÜSA、MAKIDAI）が前年末でパフォーマーから引退したEXILEはこのウルトラFESの出演を見送った[注 38]。
- 平均視聴率は第3部が13.9%（ビデオリサーチ調べ、関東地区・世帯・リアルタイム、以下略）で、前年から4.4ポイント下回った。第1部は9.8%で0.4ポイント微増した。
- この年の1月に起こった解散騒動の末、前月に解散を発表したSMAPは今回のウルトラFESに出演しなかった（SMAPはこの年のレギュラー放送及び『SUPER LIVE 2016』にも出演しなかった）。

### ダンシングタモリ
番組放送を記念し、7月16日から8月28日まで開催された夏イベント「テレビ朝日・六本木ヒルズ 夏祭り SUMMER STATION」の会場の一つ、テレ朝本社アトリウム2階にて、CG化されたタモリが、AKB48の「恋するフォーチュンクッキー」や三代目 J Soul Brothers from EXILE TRIBEの「R.Y.U.S.E.I.」に乗せて踊る特別映像を公開するアトラクション「ダンシングタモリ」が行われた。
この年の放送ではスペシャル企画、及び番組連動データ放送など随所に「ダンシングタモリ」を採り入れた。夜の部にて、三代目 J Soul Brothersとのコラボダンスを実施。また、専用アプリによるAR技術を駆使したスマートフォン連動企画も実施。さらには、テレビ朝日本社ビルの屋上にもCGタモリ像が置かれるという演出も行われた。
放送に先駆け、テレビ朝日系列局にて当日午前まで随時「ダンシングタモリ」を取り入れた告知スポットが流れた。また、東京・新宿アルタのアルタビジョンにて9月17日より3日間限定で「ダンシングタモリ」による番組PR映像が放映された。

## 2017年
- 番組タイトル：『MUSIC STATION ウルトラFES 2017』
- ロゴ表記：『MUSIC STATION ウルトラFES 2017』
- 放送日時：2017年9月18日（月曜日・敬老の日）、12:00 - 22:18[注 1]
- 平均視聴率（ビデオリサーチ調べ、関東地区・世帯・リアルタイム）
  - 第1部（12:00 - 16:45）：6.6%
  - 第2部（17:00 - 19:00）：8.9%
  - 第3部（19:00 - 22:18）：11.4%

3回目となる今回は「ウルトラなFES」をテーマに、放送時間も前回までより30分拡大し、総勢57組（前年より3組減少）が出演した。
番組放送にあたり、トライアル企画として「Mステへの階段」と題し、一般公募でのMステ出演のチャンスを与えるオーディション企画が実施され、徳島県を拠点に活動するバンド・POLUが優勝、出演が決定した。また、目玉となったランキング企画は「元気が出るウルトラソングランキング100」が発表された。
8月25日放送の『ミュージックステーション2時間SP』内で第1弾出演者を発表。その後9月8日放送までに『Mステ』内で全出演者が順次発表となり、9月15日（この日の『Mステ』は放送休止だった）に演奏曲目と出演順が発表された。このほか、AbemaTVでも連動企画として「裏Mステ」（15:00 - 18:00）の配信が行われた。
なお、放送にあたり、タモリに本特番への意気込みなどを語ってもらう番宣映像4本が制作・放送された。インタビュアーは、かつて『Mステ』でタモリとともに司会を務めた下平さやか（テレビ朝日アナウンサー）が務めた。

### 前回出演し、今回出演を見送ったアーティスト
- いきものがかりはこの年の1月より「放牧」と称して活動休止中のため出演せず。この他、再編により11人による新体制となったばかりのE-girlsや、突発性難聴により休養していた堂本剛が復帰したばかりのKinKi Kidsも今回出演を見送った。また、三代目 J Soul Brothers、JUJU、スキマスイッチ、秦基博、浜崎あゆみ、平井堅、森高千里、森山直太朗といった、前年まで2年連続で出演したアーティストが多数不出演となった。
- この内、E-girls・KinKi Kids・三代目 J Soul Brothersの3組はこの年の『SUPER LIVE 2017』に出演している。

### 出演アーティスト・曲目（2017年）
| 曲順 | アーティスト                  | 楽曲                             |
| ---- | ----------------------------- | -------------------------------- |
| 1    | Kis-My-Ft2                    | WANNA BEEEE!!!                   |
| 2    | A.B.C-Z                       | Za ABC〜5stars〜                 |
| 3    | 大黒摩季                      | 熱くなれ                         |
| 4    | 観月ありさ                    | TOO SHY SHY BOY!                 |
| 5    | HKT48                         | 最高かよ                         |
| 6    | NMB48                         | 僕らのユリイカ                   |
| 7    | SKE48                         | コケティッシュ渋滞中             |
| 8    | 岡本真夜                      | TOMORROW                         |
| 9    | SHISHAMO                      | 明日も                           |
| 10   | 高橋洋子                      | 残酷な天使のテーゼ               |
| 11   | どうぶつビスケッツ+かばん×PPP | ようこそジャパリパークへ         |
| 12   | モーニング娘。'17             | LOVEマシーン(updated)            |
| 13   | ももいろクローバーZ           | 走れ!-Z ver.-                    |
| 14   | 岡崎体育                      | Explain                          |
| 15   | GENERATIONS                   | AGEHA                            |
| 16   | EXILE THE SECOND              | YEAH!! YEAH!! YEAH!!             |
| 17   | 乃木坂46                      | インフルエンサー                 |
| 18   | Little Glee Monster           | 元気がでるウルトラソングメドレー |
| 19   | CHEMISTRY                     | You Go Your Way                  |
| 20   | ポルノグラフィティ            | ミュージック・アワー             |
| 21   | BEGIN                         | 島人ぬ宝                         |
| 22   | 三浦祐太朗                    | いい日旅立ち                     |
| 23   | 欅坂46                        | サイレントマジョリティー         |
| 24   | SEKAI NO OWARI                | RPG                              |
| 25   | 湘南乃風                      | 睡蓮花                           |
| 26   | THE YELLOW MONKEY             | JAM                              |
| 27   | 高橋優                        | 明日はきっといい日になる         |
| 28   | 西野カナ                      | トリセツ                         |
| 29   | きゃりーぱみゅぱみゅ          | インベーダーインベーダー         |
| 30   | きゃりーぱみゅぱみゅ          | にんじゃりばんばん               |
| 31   | NOKKO                         | フレンズ                         |
| 32   | エレファントカシマシ          | 俺たちの明日                     |

| 曲順 | アーティスト                 | 楽曲                         |
| ---- | ---------------------------- | ---------------------------- |
| 33   | ゴールデンボンバー           | 女々しくて                   |
| 34   | ジャニーズWEST               | ズンドコパラダイス           |
| 35   | 関ジャニ∞                    | 今                           |
| 36   | 三浦大知×SOIL&"PIMP"SESSIONS | Cry & Fight                  |
| 37   | 亀と山P                      | 背中越しのチャンス           |
| 38   | POLU                         | Sing                         |
| 39   | WANIMA                       | ともに                       |
| 40   | タッキー&翼                  | REAL DX                      |
| 41   | タッキー&翼                  | Venus                        |
| 42   | タッキー&翼                  | 夢物語                       |
| 43   | Perfume                      | エレクトロ・ワールド         |
| 44   | Sexy Zone                    | Lady ダイヤモンド            |
| 45   | NEWS                         | チャンカパーナ               |
| 46   | 葉加瀬太郎                   | アナザー・デイ・オブ・サン   |
| 47   | 葉加瀬太郎                   | 情熱大陸                     |
| 48   | 槇原敬之                     | どんなときも。キャラメルVer. |
| 49   | Hey! Say! JUMP               | キミアトラクション           |
| 50   | 水谷千重子 with 八公太郎     | フレンズ音頭                 |
| 51   | DEAN FUJIOKA                 | History Maker                |
| 52   | AKB48                        | 365日の紙飛行機              |
| 53   | AKB48                        | フライングゲット             |
| 54   | AKB48                        | 恋するフォーチュンクッキー   |
| 55   | 嵐                           | Monster                      |
| 56   | 嵐                           | ファイトソング               |
| 57   | 嵐                           | GUTS !                       |
| 58   | ゆず                         | 栄光の架橋                   |
| 59   | 福山雅治                     | 聖域                         |
| 60   | 福山雅治                     | 家族になろうよ               |
| 61   | TOKIO                        | 宙船（そらふね）             |
| 62   | V6                           | Sexy.Honey.Bunny!            |
| 63   | V6                           | TAKE ME HIGHER               |
| 64   | 星野源                       | 恋                           |
| 65   | 星野源                       | Family Song                  |
| 66   | ウルフルズ                   | バカヤロー                   |
| 67   | ウルフルズ                   | ガッツだぜ!!                 |
| 68   | B'z                          | 声明                         |
| 69   | B'z                          | ultra soul                   |
| 70   | YOSHIKI                      | Forever Love                 |

### 「元気が出るウルトラソング100」ランキング
| 順位 | 曲名                       | アーティスト                           |
| ---- | -------------------------- | -------------------------------------- |
| 1    | ultra soul                 | B'z                                    |
| 2    | ガッツだぜ!!               | ウルフルズ                             |
| 3    | 負けないで                 | ZARD                                   |
| 4    | 恋                         | 星野源                                 |
| 5    | 何度でも                   | DREAMS COME TRUE                       |
| 6    | 栄光の架橋                 | ゆず                                   |
| 7    | 世界で一つだけの花         | SMAP                                   |
| 8    | キセキ                     | GReeeeN                                |
| 9    | 愛は勝つ                   | KAN                                    |
| 10   | R.Y.U.S.E.I.               | 三代目J Soul Brothers from EXILE TRIBE |
| 11   | GUTS!                      | 嵐                                     |
| 12   | じょいふる                 | いきものがかり                         |
| 13   | それが大事                 | 大事MANブラザーズバンド                |
| 14   | 前前前世                   | RADWIMPS                               |
| 15   | リンダリンダ               | THE BLUE HEARTS                        |
| 16   | 恋するフォーチュンクッキー | AKB48                                  |
| 17   | GO FOR IT!!                | 西野カナ                               |
| 18   | 終わりなき旅               | Mr.Children                            |
| 19   | オリジナル スマイル        | SMAP                                   |
| 20   | 全力少年                   | スキマスイッチ                         |
| 21   | 希望の轍                   | サザンオールスターズ                   |
| 22   | タマシイレボリューション   | Superfly                               |
| 23   | Rising Sun                 | EXILE                                  |
| 24   | 元気を出して               | 竹内まりや                             |
| 25   | どんなときも。             | 槇原敬之                               |
| 26   | Happiness                  | 嵐                                     |
| 27   | Runner                     | 爆風スランプ                           |
| 28   | ひまわりの約束             | 秦基博                                 |
| 29   | さくらんぼ                 | 大塚愛                                 |
| 30   | 夏色                       | ゆず                                   |
| 31   | みんながみんな英雄         | AI                                     |
| 32   | 紅                         | X JAPAN                                |
| 33   | ともに                     | WANIMA                                 |
| 34   | 365日の紙飛行機            | AKB48                                  |
| 35   | TAKE ME HIGHER             | V6                                     |
| 36   | うれしい!たのしい!大好き!  | DREAMS COME TRUE                       |
| 37   | HELLO                      | 福山雅治                               |
| 38   | 勇気100%                   | 光GENJI                                |
| 39   | 女々しくて                 | ゴールデンボンバー                     |
| 40   | バンザイ〜好きでよかった〜 | ウルフルズ                             |
| 41   | SUN                        | 星野源                                 |
| 42   | Hero                       | 安室奈美恵                             |
| 43   | 俺たちの明日               | エレファントカシマシ                   |
| 44   | サクラ咲ケ                 | 嵐                                     |
| 45   | TRAIN-TRAIN                | THE BLUE HEARTS                        |
| 46   | ありがとう                 | いきものがかり                         |
| 47   | 明日はきっといい日になる   | 高橋優                                 |
| 48   | 小さな恋のうた             | MONGOL800                              |
| 49   | トリセツ                   | 西野カナ                               |
| 50   | 遠く遠く                   | 槇原敬之                               |

| 順位 | 曲名                     | アーティスト           |
| ---- | ------------------------ | ---------------------- |
| 51   | 夢をあきらめないで       | 岡村孝子               |
| 52   | RPG                      | SEKAI NO OWARI         |
| 53   | 勝手にシンドバッド       | サザンオールスターズ   |
| 54   | ズッコケ男道             | 関ジャニ∞              |
| 55   | 睡蓮花                   | 湘南乃風               |
| 56   | 浪漫飛行                 | 米米CLUB               |
| 57   | いい日旅立ち             | 山口百恵               |
| 58   | ファイトソング           | 嵐                     |
| 59   | サイレントマジョリティー | 欅坂46                 |
| 60   | weeeek                   | NEWS                   |
| 61   | 宙船                     | TOKIO                  |
| 62   | ミュージックアワー       | ポルノグラフィティ     |
| 63   | READY STEADY GO          | L'Arc〜en〜Ciel        |
| 64   | 愛をこめて花束を         | Superfly               |
| 65   | フラワー                 | KinKi Kids             |
| 66   | ファイト!                | 中島みゆき             |
| 67   | ハピネス                 | AI                     |
| 68   | My Revolution            | 渡辺美里               |
| 69   | 銀河鉄道999              | ゴダイゴ               |
| 70   | Get Wild                 | TM NETWORK             |
| 71   | Dragon Night             | SEKAI NO OWARI         |
| 72   | 空も飛べるはず           | スピッツ               |
| 73   | Dream Fighter            | Perfume                |
| 74   | HOT LIMIT                | T.M.Revolution         |
| 75   | Everybody Go             | Kis-My-Ft2             |
| 76   | 上を向いて歩こう         | 坂本九                 |
| 77   | 気分上々↑↑               | mihimaru GT            |
| 78   | みんなのうた             | サザンオールスターズ   |
| 79   | 走れ!-Z ver.-            | ももいろクローバーZ    |
| 80   | ギンギラギンにさりげなく | 近藤真彦               |
| 81   | インフルエンサー         | 乃木坂46               |
| 82   | LOVEマシーン             | モーニング娘。         |
| 83   | 青い珊瑚礁               | 松田聖子               |
| 84   | フライングゲット         | AKB48                  |
| 85   | ワタリドリ               | ［Alexandros］         |
| 86   | あー夏休み               | TUBE                   |
| 87   | 残酷な天使のテーゼ       | 高橋洋子               |
| 88   | ええじゃないか           | ジャニーズWEST         |
| 89   | 明日があるさ             | 坂本九                 |
| 90   | ようこそジャパリパークへ | どうぶつビスケッツ×PPP |
| 91   | TOMORROW                 | 岡本真夜               |
| 92   | TT -Japanese ver.-       | TWICE                  |
| 93   | 明日も                   | SHISHAMO               |
| 94   | YOUNG MAN(Y.M.C.A.)      | 西城秀樹               |
| 95   | ロコローション           | ORANGE RANGE           |
| 96   | 熱くなれ                 | 大黒摩季               |
| 97   | ようかい体操第一         | Dream5                 |
| 98   | やってみよう             | WANIMA                 |
| 99   | 三百六十五歩のマーチ     | 水前寺清子             |
| 100  | Choo Choo TRAIN          | EXILE                  |

- 太字は番組内で披露された曲。

### ジャニーズ VS LIVE
この年の目玉企画の一つとして、ジャニーズ事務所の所属グループ同士「ジャニーズ VS LIVE」と題した対決メドレーが行われた。4回に亘り実施、各対決の組み合わせは以下の通り。なお、前年までジャニーズアーティストはEX THEATER ROPPONGIのステージから歌唱していたが、今回はテレビ朝日のスタジオでの歌唱となった。
- ウルトラダンス対決
  - Kis-My-Ft2「WANNA BEEEE!!!」 vs A.B.C-Z「Za ABC〜5stars〜」
- 関西対決
  - 関ジャニ∞「今」 vs ジャニーズWEST「ズンドコ パラダイス」
- フェロモン対決
  - NEWS「チャンカパーナ」 vs Sexy Zone「Lady ダイヤモンド」
- 同期メンバー[注 49]対決
  - TOKIO「宙船」 vs V6「Sexy.Honey.Bunny!」〜「TAKE ME HIGHER」

### 2017年のできごと
- 上述のジャニーズメドレー以外にも、初登場のLittle Glee Monsterが「元気がでるウルトラソングメドレー」として9曲を披露したほか、きゃりーぱみゅぱみゅ、タッキー&翼（後述）、葉加瀬太郎（後述）、AKB48、嵐、福山雅治、星野源、ウルフルズ、B'z（後述）がメドレーを行った。この回でのメドレーは番組最多の延べ10組以上となった。
- 大黒摩季は1996年の大ヒット曲「熱くなれ」を三重県志摩市・賢島宝生苑の庭園から、沖縄中継が恒例となったBEGINはから石垣島から「島人ぬ宝」をそれぞれ生中継で披露した。なお、石垣島からは第1回以来2年ぶりで、当時と同じ曲での登場となった。
- 1992年10月16日以来24年11ヶ月ぶりの出演となった高橋洋子は、テレビアニメ『新世紀エヴァンゲリオン』（テレビ東京）のOPテーマ「残酷な天使のテーゼ」を2人の男性ダンサーを従えて披露した。
- 2017年4月14日以来約5ヶ月ぶりの出演となった声優ユニットのどうぶつビスケッツ×PPPは、前回の出演メンバー[注 50]にかばん（内田彩）・マーゲイ（山下まみ）・コツメカワウソ（近藤玲奈）の3名を加えた「どうぶつビスケッツ+かばん×PPP」として、「ようこそジャパリパークへ」を当番組限定の特別バージョンで披露した[29]。
- モーニング娘。'17は「LOVEマシーン」を披露、応援ゲストとしてモー娘。OGの辻希美と道重さゆみが駆け付けた[30]。
- 乃木坂46はこの日、神奈川県横浜市西区・パシフィコ横浜で握手会が行われていたことから、最寄りの横浜みなとみらい21から生中継での登場。この年のヒット曲である「インフルエンサー」を披露した。
- 2年連続出演となったゴールデンボンバーは第2部トップバッターとして登場し、前年に続き「女々しくて」を披露するとともに爆破パフォーマンスを敢行[31]。この日は静岡県裾野市から生中継で登場[27]。データ放送で視聴者からメンバー4人中誰を爆破するか投票を実施し、最終的には4人全員が餌食となった。
- 同月に活動休止を発表したばかりのタッキー&翼は休止前最後の『Mステ』出演で、3曲をメドレーで披露した[28]。ただ、2018年9月10日を以って解散したため、今回が2人揃って最後のテレビ出演となった。
- Perfumeの歌唱では今回、Rhizomatiks Researchとのコラボレーションにより、ダイナミックVR[注 51]とAR技術の融合による演出が行われた。
- 葉加瀬太郎（ヴァイオリニスト）は約10年ぶりの『Mステ』出演で、ウルトラ・テクノロジスト集団「Team.Lab」とのコラボレーションにより、「アナザー・デイ・オブ・サン」（映画『ラ・ラ・ランド』劇中歌）と「情熱大陸」（毎日放送制作・TBS系列で放送の深夜番組の同名テーマ曲）の2曲を披露した[32]。なお、他局の番組テーマ曲が番組で演奏されるのは異例となった。
- Hey! Say! JUMPの応援ゲストとして、メンバーの知念侑李がプレゼンターを務める『世界体操』のPRを兼ね、同大会でメインキャスターを務める松岡修造が登場。『世界体操』の見所等を語ったほか、歌披露ではHey! Say! JUMPに促される形で途中からステージに飛び入り参加した。
- 「元気が出るウルトラソング」で24位に入った竹内まりやの「元気を出して」では鉄拳が制作した新作パラパラアニメが世界初披露された[22]。
- 謎の演歌歌手・水谷千重子が、悪友である八公太郎とともに登場、「フレンズ音頭」をテレビ初披露。なお同日はREBECCAのメンバーであるNOKKOも出演しており、第1部で本家「フレンズ」を披露したNOKKOもステージに飛び入りして一緒に歌った。なお、NOKKOは、REBECCAとして出演した第1回は事前収録だったため、ソロならびに生出演は今回が初となった。
- B'zは今回がウルトラFES初登場、並びにこの年のテレビ初出演となり、「元気が出るウルトラソング」1位に選ばれた「ultra soul」とテレビ初披露となる「声明」を披露した[33]。
- YOSHIKIは本特番の為に緊急来日[注 52]し、第1回でもX JAPANとして演奏した「Forever Love」を、フルオーケストラをバックに大掛かりな演出で披露した。また、2017年5月に急遽、頚椎人工椎間板置換手術を受けており、術後初の音楽番組出演となった[34]。
- 今回の出演者中、AKB48の卒業を控えたメンバーの渡辺麻友は、メンバーとしては今回が最後のウルトラFES出演となった。
- 平均視聴率は第3部が11.4%（ビデオリサーチ調べ、関東地区・世帯・リアルタイム、以下略）で、前年からさらに2.5ポイントも下回った。第1部も6.6%（前年比-3.2ポイント）、第2部も8.9%（前年比-3.1ポイント）と全時間帯で前年を下回り、ウルトラFES史上最低を記録した。

## 2018年
- 番組タイトル：『MUSIC STATION ウルトラFES 2018』
- ロゴ表記：『MUSIC STATION ウルトラFES 2018』
- 放送日時：2018年9月17日（月曜日・敬老の日）、12:00 - 21:48[注 1]
- 平均視聴率（ビデオリサーチ調べ、関東地区・世帯・リアルタイム）
  - 第1部（12:00 - 16:45）：7.2 %
  - 第2部（17:00 - 19:00）：9.2 %
  - 第3部（19:00 - 21:48）：14.9 %

4回目、且つ平成最後のウルトラFESとなったこの回のテーマは「名曲だらけの踊る10時間」。総勢61組が出演。
前年同様、トライアル企画として「Mステへの階段」を実施、埼玉県を拠点に活動するダンスグループ「L.A.V」が優勝、出演が決まった。また、前年までのランキング企画に代わり「この振付が好き ニッポンの名曲50」と題したVTR企画を実施、昭和から平成までのヒット曲・名曲の中から50曲が紹介された。番組内企画として、前日で歌手引退した安室奈美恵の『Mステ』出演全66回をまとめた映像ヒストリーを紹介した。
このほかの企画として、ミュージカルが2組披露された。一つはジャニーズ事務所所属タレントが出演する『JOHNNYS' mini IsLAND』（出演：東山紀之、King & Prince、ジャニーズJr.）、もう一方は劇団四季の『キャッツ』が登場。

### 今回出演を見送ったアーティスト
- 前年までの出演者中、TOKIOは山口達也の不祥事とそれに伴う脱退および事実上の芸能界引退の影響により、今回は出演を見送った。（それまで毎年出場してきたNHK紅白歌合戦についても、2018年の不出場が決定した）

### 出演アーティスト・曲目（2018年）
| 曲順 | アーティスト                      | 楽曲                                         |
| ---- | --------------------------------- | -------------------------------------------- |
| 1    | 荻野目洋子                        | ダンシングヒーロー（Eat You Up）             |
| 2    | ももいろクローバーZ               | 行くぜっ!怪盗少女-ZZVer.-                    |
| 3    | 郷ひろみ                          | GOLDFINGER’99                                |
| 4    | King & Prince                     | シンデレラガール                             |
| 5    | 宮沢和史                          | 島唄                                         |
| 6    | 木村カエラ                        | リルラリルハ                                 |
| 7    | スキマスイッチ                    | ガラナ                                       |
| 8    | LiSA                              | DESIRE-情熱-                                 |
| 9    | 倉木麻衣                          | 渡月橋〜君想ふ〜                             |
| 10   | 倉木麻衣                          | Love Day After Tomorrow                      |
| 11   | 高橋優                            | 虹                                           |
| 12   | AKB48                             | 365日の紙飛行機                              |
| 13   | きゃりーぱみゅぱみゅ              | 原宿いやほい                                 |
| 14   | Little Glee Monster               | だから、ひとりじゃない                       |
| 15   | THE RAMPAGE                       | 100degrees                                   |
| 16   | Kiroro                            | 長い間                                       |
| 17   | 高嶋ちさ子 12人のヴァイオリニスト | 天国と地獄                                   |
| 18   | イル・ディーヴォ                  | 故郷                                         |
| 19   | 劇団四季ミュージカル『キャッツ』  | ラム・タム・タガー〜つっぱり猫               |
| 20   | 劇団四季ミュージカル『キャッツ』  | メモリー 他                                  |
| 21   | WANIMA                            | シグナル                                     |
| 22   | 欅坂46                            | 語るなら未来を･･･                            |
| 23   | 欅坂46                            | サイレントマジョリティー                     |
| 24   | SEKAI NO OWARI                    | RAIN                                         |
| 25   | CHEMISTRY                         | Wings of Words                               |
| 26   | 夏川りみ                          | 涙そうそう                                   |
| 27   | BEGIN                             | 笑顔のまんま(マルシャショーラフルバージョン) |
| 28   | 西野カナ                          | パッ                                         |
| 29   | 電気グルーヴ                      | Fallin'Down                                  |
| 30   | 電気グルーヴ                      | Shangri-La                                   |
| 31   | 野宮真貴                          | 東京は夜の七時                               |
| 32   | L.A.V                             | EXCITE                                       |
| 33   | ジャニーズWEST                    | ええじゃないか                               |
| 34   | A.B.C-Z                           | テレパシーOne!Two!                           |
| 35   | Sexy Zone                         | ぎゅっと                                     |

| 曲順 | アーティスト                                            | 楽曲                                                         |
| ---- | ------------------------------------------------------- | ------------------------------------------------------------ |
| 36   | GENERATIONS                                             | AGEHA                                                        |
| 37   | 東京スカパラダイスオーケストラ feat.さかなクン&白石麻衣 | 銀河と迷路                                                   |
| 38   | 東京スカパラダイスオーケストラ feat.さかなクン&白石麻衣 | Paradise Has No Border                                       |
| 39   | E-girls                                                 | E.G.SPECIAL DANCE MIX                                        |
| 40   | 欅坂46                                                  | 二人セゾン                                                   |
| 41   | ゆず                                                    | 虹                                                           |
| 42   | 水曜日のカンパネラ                                      | 一休さん                                                     |
| 43   | Perfume                                                 | FLASH                                                        |
| 44   | ゴールデンボンバー                                      | ミュージカル風 女々しくて                                    |
| 45   | 三浦大知                                                | Cry&Fight                                                    |
| 46   | 三浦大知                                                | Look what you did                                            |
| 47   | 三浦大知                                                | (RE)PLAY                                                     |
| 48   | 三浦大知                                                | EXCITE                                                       |
| 49   | 乃木坂46                                                | 何度目の青空か?                                              |
| 50   | 乃木坂46                                                | シンクロニシティ                                             |
| 51   | TWICE                                                   | Candy Pop                                                    |
| 52   | TWICE                                                   | TT-Japanese ver.-                                            |
| 53   | B.B.クィーンズ                                          | おどるポンポコリン                                           |
| 54   | 東山紀之・King & Prince・ジャニーズJr.                  | JOHNNY'S mini IsLAND                                         |
| 55   | キアラ･セトル×登美丘高校ダンス部                        | This Is Me                                                   |
| 56   | 宇多田ヒカル                                            | 誓い                                                         |
| 57   | 関ジャニ∞                                               | ズッコケ男道(BAND ver)                                       |
| 58   | KAT-TUN                                                 | Real Face#2                                                  |
| 59   | Kis-My-Ft2                                              | アイノビート                                                 |
| 60   | GENERATIONS                                             | Y.M.C.A.                                                     |
| 61   | Little Glee Monster                                     | ダンシング･クイーン                                          |
| 62   | 島袋寛子+フェアリーズ                                   | Body&Soul                                                    |
| 63   | TRF                                                     | EZ DO DANCE                                                  |
| 64   | DA PUMP                                                 | U.S.A.                                                       |
| 65   | 星野源                                                  | アイデア                                                     |
| 66   | 嵐                                                      | Troublemaker                                                 |
| 67   | 嵐                                                      | Love so sweet                                                |
| 68   | 嵐                                                      | truth                                                        |
| 69   | NEWS                                                    | チャンカパーナ                                               |
| 70   | Hey!Sαy!JUMP                                            | Come On A My House                                           |
| 71   | V6                                                      | 愛なんだ                                                     |
| 72   | ピコ太郎                                                | ペンパイナッポーアッポーペン〜カナブンブーンデモエビインビン |
| 74   | ダン･バラン（O-Zone）                                   | 恋のマイアヒ                                                 |
| 75   | RADIO FISH                                              | PERFECT HUMAN                                                |
| 76   | AKB48                                                   | 恋するフォーチュンクッキー                                   |
| 77   | 松平健                                                  | マツケンサンバⅡ                                              |
| 78   | 三代目J Soul Brothers                                   | R.Y.U.S.E.I.                                                 |
| 79   | YOSHIKI feat.HYDE                                       | Red Swan                                                     |
| 80   | 星野源                                                  | 恋                                                           |

### 「この振付が好きニッポンの名曲50」
| 順位 | 曲名                                 | アーティスト             |
| ---- | ------------------------------------ | ------------------------ |
| 1    | 恋                                   | 星野源                   |
| 2    | 恋するフォーチュンクッキー           | AKB48                    |
| 3    | YOUNG MAN(Y.M.C.A.)                  | 西城秀樹                 |
| 4    | UFO                                  | ピンク･レディー          |
| 5    | 世界に一つだけの花                   | SMAP                     |
| 6    | R.Y.U.S.E.I.                         | 三代目J Soul Brothers    |
| 7    | U.S.A.                               | DA PUMP                  |
| 8    | LOVEマシーン                         | モーニング娘。           |
| 9    | Choo Choo TRAIN                      | EXILE                    |
| 10   | ダンシング･ヒーロー(Eat You Up)      | 荻野目洋子               |
| 11   | A･RA･SHI                             | 嵐                       |
| 12   | ヘビーローテーション                 | AKB48                    |
| 13   | マツケンサンバⅡ                      | 松平健                   |
| 14   | PPAP（ペンパイナッポーアッポーペン） | ピコ太郎                 |
| 15   | ペッパー警部                         | ピンク･レディー          |
| 16   | インフルエンサー                     | 乃木坂46                 |
| 17   | 女々しくて                           | ゴールデンボンバー       |
| 18   | Rising Sun                           | EXILE                    |
| 19   | EZ DO DANCE                          | TRF                      |
| 20   | Body Feels EXIT                      | 安室奈美恵               |
| 21   | サイレントマジョリティー             | 欅坂46                   |
| 22   | おどるポンポコリン                   | B.B.クィーンズ           |
| 23   | EXCITE                               | 三浦大知                 |
| 24   | サウスポー                           | ピンク･レディー          |
| 25   | GUTS!                                | 嵐                       |
| 26   | 恋愛レボリューション21               | モーニング娘。           |
| 27   | 淋しい熱帯魚                         | Wink                     |
| 28   | 魅せられて                           | ジュディ･オング          |
| 29   | PERFECT HUMAN                        | RADIO FISH               |
| 30   | 不協和音                             | 欅坂46                   |
| 31   | プレイバックPart2                    | 山口百恵                 |
| 32   | TT -Japanese ver.-                   | TWICE                    |
| 33   | 東京五輪音頭                         | 三波春夫                 |
| 34   | ポリリズム                           | Perfume                  |
| 35   | 年下の男の子                         | キャンディーズ           |
| 36   | 勝手にしやがれ                       | 沢田研二                 |
| 37   | 行くぜっ!怪盗少女 -ZZ ver.-          | ももいろクローバーZ      |
| 38   | WAになっておどろう                   | V6                       |
| 39   | AGEHA                                | GENERATIONS              |
| 40   | 青春アミーゴ                         | 修二と彰                 |
| 41   | じょいふる                           | いきものがかり           |
| 42   | シンデレラガール                     | King & Prince            |
| 43   | (RE)PLAY                             | 三浦大知                 |
| 44   | One Love                             | 嵐                       |
| 45   | 365日の紙飛行機                      | AKB48                    |
| 46   | One Night Carnival                   | 氣志團                   |
| 47   | DESIRE-情熱-                         | 中森明菜                 |
| 48   | White Love                           | SPEED                    |
| 49   | survival dAnce 〜no no cry more〜    | TRF                      |
| 50   | マル･マル･モリ･モリ！                | 薫と友樹、たまにムック。 |

- 太字は番組内で披露された曲。

### 最強振付メドレー 20世紀vs21世紀
- 20世紀
  - GENERATIONS「Y.M.C.A.」
  - 島袋寛子＋フェアリーズ「Body & Soul」
  - DA PUMP「U.S.A.」
  - TRF「EZ DO DANCE」
  - Little Glee Monster「Dancing Queen」
- 21世紀
  - AKB48「恋するフォーチュンクッキー」
  - 三代目 J Soul Brothers「R.Y.U.S.E.I.」
  - ダン・バラン（O-Zone）「恋のマイアヒ」
  - ピコ太郎「ペンパイナッポーアッポーペン〜カナブンブーンデモエビインビン」
  - 松平 健「マツケンサンバⅡ」
  - RADIO FISH「PERFECT HUMAN」

### スペシャルコラボ企画
- キアラ・セトル×登美丘高校ダンス部
- 東京スカパラダイスオーケストラfeat.さかなクン&白石麻衣
- 乃木坂46×高嶋ちさ子 12人のヴァイオリニスト
- YOSHIKI feat. HYDE
- B.B.クィーンズ＋ゴールデンボンバー&E-girls
- Hey! Say! JUMP×松岡修造

### 2018年のできごと
- 幕張メッセイベントホールで開催中の『テレビ朝日ドリームフェスティバル2018』の会場と中継をつなぎ、三代目 J Soul BrothersとWANIMAが中継で出演した。
- 今回の『ウルトラFES』をもって、2013年10月よりサブMCを務めた弘中が『Mステ』を卒業した。

## スタッフ

### 2017年（第3回）現在
- ナレーター：ウォード・セクストン（Ward Sextion）、服部潤、佐倉綾音
- 構成：伊藤正宏、小原信治、町山広美、樅野太紀
- テーマ音楽：松本孝弘（B'z）
- TM（テクニカルマネージャー）：井上貴史、福元昭彦
- TD（テクニカルディレクター）/ SW（スイッチャー）：錦戸浩司、古橋稔、住田清志、大島秀一
- TD（テクニカルディレクター）：平田壮之介
- SW（スイッチャー）：石渡剛
- カメラ：玉手康裕、渡邊良平、石黒康一、宮本邦慶、千ヶ崎裕介、本江憲司郎
- 音声：柳原健司、加藤翼、鈴木英典、中田孝也、森永茂、吉村歩、猪俣晃、阿部健彦
- VE：齋藤弘幸、佐藤惇太、木島洋、竹内達史
- インカム：安藤佳代子
- クレーン：江津千秋（NKL）
- 回線：高橋亮太
- 技術アシスト：麻生貴志、浅田康和
- 音響：佐藤友教
- 効果：小林功樹（tsp）
- 編集：小池周平（tsp）
- MA（マルチオーディオ）：萩原佳和（tsp）
- 電源：志村紀幸、橋本正典
- 照明：中根鉄弥、岩本真也、重藤貴志
- 照明アシスト：栗屋俊一、松山努、轟伸之、菅原佑介、小林和史、池谷祐介、大野精一、鈴木亮、栗本英之
- 美術統括：井蹟伸介
- 美術プロデューサー / デザイン：小林尚弘
- デザインアシスタント：豊田裕基、河崎優香
- 美術進行：田島えりか
- 基礎舞台：齋藤翔太
- 電飾：仁平光一
- 特殊装置：對馬淳一
- 特殊効果：吉川剛史
- オブジェ：長野敦子
- 植木：西村正範
- 小道具：石川将太
- ヘア&メイク：甲斐女衣花（タモリ担当）、MIKAMI・YASUHIRO（Pittura）（弘中綾香アナ担当）
- モニター：鈴木準司
- アートディレクション：横井勝
- CGデザイン：矢木秀和、佐藤信太郎、南浩樹、真栄城樹
- CGシステム：金井田敏明、大山由里子、加藤喬、占部三四郎
- CGLED：山本裕之、高井梓、管澤英子
- テロップ：小林豊、神野幸代
- スタイリスト：山下貢理子（タモリ担当）、Moriyasu（弘中綾香担当）
- 編成：瀧川恵、谷山沙要（テレビ朝日）
- 宣伝：金沢美保（テレビ朝日）
- コンテンツビジネス：里見涼
- TK（タイムキーパー）：満松美弥子、長谷川夏子
- 運営：サウンドマン
- 技術協力：ラムダシステムズ、ナックビジュアル
- ディレクター：常岡浩治、新田彩子、宮内聡仁、平澤祥多、中野誠、芦田太郎、尾崎敦朗（VIVIA）、佐藤啓、矢舘雄太、後藤北斗、佐川陽亮、田中裕介、後藤琢磨、井長英次、正野鉄也
- アシスタントプロデューサー：芦原真澄、近藤尚、田畑まなみ、馬越脇弘章
- 演出：藤沢浩一（テレビ朝日、以前はディレクター）
- プロデューサー：梶山貴弘、大坪大祐（テレビ朝日、以前はディレクター）、山岡重樹、引地夏規、栗井誠司・光瀬史郎（VIVIA）、塚本充紀
- ゼネラルプロデューサー：荒井祥之（テレビ朝日、以前はプロデューサー）
- エグゼクティブプロデューサー：山本たかお（テレビ朝日）
- 衣装協力：ORIHICA
- 資料協力：oricon（オリコン）
- 技術協力：テイクシステムズ、共立ライティング、テレテック
- 美術協力：テレビ朝日クリエイト
- 制作協力：田辺エージェンシー、VIVIA、CRAZY TV、クリーク・アンド・リバー社、株式会社トップシーン
- 制作：テレビ朝日ミュージック
- 制作著作：テレビ朝日

### 過去のスタッフ
- ナレーター：ユキ・ラインハート（2016年まで）
- ゼネラルプロデューサー：栗井淳

## ネット局と放送時間
| 放送対象地域   | 放送局                       | 系列           | ネット状況 | 備考      |
| -------------- | ---------------------------- | -------------- | ---------- | --------- |
| 関東広域圏     | テレビ朝日（EX）             | テレビ朝日系列 | 制作局     |           |
| 北海道         | 北海道テレビ（HTB）          | テレビ朝日系列 | 同時ネット |           |
| 青森県         | 青森朝日放送（ABA）          | テレビ朝日系列 | 同時ネット |           |
| 岩手県         | 岩手朝日テレビ（IAT）        | テレビ朝日系列 | 同時ネット |           |
| 宮城県         | 東日本放送（KHB）            | テレビ朝日系列 | 同時ネット |           |
| 秋田県         | 秋田朝日放送（AAB）          | テレビ朝日系列 | 同時ネット |           |
| 山形県         | 山形テレビ（YTS）            | テレビ朝日系列 | 同時ネット |           |
| 福島県         | 福島放送（KFB）              | テレビ朝日系列 | 同時ネット |           |
| 新潟県         | 新潟テレビ21（UX）           | テレビ朝日系列 | 同時ネット |           |
| 長野県         | 長野朝日放送（abn）          | テレビ朝日系列 | 同時ネット |           |
| 静岡県         | 静岡朝日テレビ（SATV）       | テレビ朝日系列 | 同時ネット |           |
| 石川県         | 北陸朝日放送（HAB）          | テレビ朝日系列 | 同時ネット |           |
| 中京広域圏     | 名古屋テレビ（メ〜テレ/NBN） | テレビ朝日系列 | 同時ネット |           |
| 近畿広域圏     | 朝日放送テレビ（ABC TV）     | テレビ朝日系列 | 同時ネット | [ 注 58 ] |
| 広島県         | 広島ホームテレビ（HOME）     | テレビ朝日系列 | 同時ネット |           |
| 山口県         | 山口朝日放送（yab）          | テレビ朝日系列 | 同時ネット |           |
| 香川県・岡山県 | 瀬戸内海放送（KSB）          | テレビ朝日系列 | 同時ネット |           |
| 愛媛県         | 愛媛朝日テレビ（eat）        | テレビ朝日系列 | 同時ネット |           |
| 福岡県         | 九州朝日放送（KBC）          | テレビ朝日系列 | 同時ネット |           |
| 長崎県         | 長崎文化放送（NCC）          | テレビ朝日系列 | 同時ネット |           |
| 熊本県         | 熊本朝日放送（KAB）          | テレビ朝日系列 | 同時ネット |           |
| 大分県         | 大分朝日放送（OAB）          | テレビ朝日系列 | 同時ネット |           |
| 鹿児島県       | 鹿児島放送（KKB）            | テレビ朝日系列 | 同時ネット |           |
| 沖縄県         | 琉球朝日放送（QAB）          | テレビ朝日系列 | 同時ネット |           |

## 本番組の編成に伴う対応

### ネットワークセールス枠を含んだデイタイムの帯番組の休止・臨時枠移動
本番組放送当日のネットワークセールス枠を含んだ帯番組の対応は以下の通り。特記のない限り、各番組の番組名・放送時間は2019年度下期の通常編成のものであり、各番組の制作局は本番組と同じくテレビ朝日であり、各番組の制作局基準での通常編成時の放送時間帯で記す。2019年の『ウルトラ SUPER LIVE』も同様の対応を取った。
- 12:00 - 12:30『徹子の部屋』：放送休止
  - 『徹子の部屋』の休止は、年末年始・『大下容子ワイド!スクランブル』拡大版を始めとした報道特別番組、オリンピック中継などのスポーツ中継が大半で、それ以外の番組で休止は異例である。
- 12:30 - 12:50『帯ドラマ劇場』：放送休止[注 60]
- 12:50[注 61] - 13:40[注 62]『大下容子ワイド!スクランブル・第2部』：放送休止
  - 『同・第1部』（10:25[注 63] - 12:00）は通常通り放送[注 64]。
- 13:40 - 13:55[注 65]『上沼恵美子のおしゃべりクッキング』（朝日放送テレビ制作）
  - 2015年の場合、関西地区（朝日放送〈当時〉）のみ、放送時間を臨時に当日昼前に繰り上げた[注 66]が、テレビ朝日など他の系列フルネット23局はこの臨時枠移動に追従できず[注 67]、臨時にネット返上した（振替放送なしだが、TVer・GYAO!の配信をもって救済）。
  - 2016年以降、当初から（制作局でも）放送予定は組まれていない。
- 16:50 - 19:00『スーパーJチャンネル』[注 68][注 69]：放送休止
  - 代替として本番組の第1部と第2部の中間（16:45 - 17:00）に『ANNニュース』を『スーパーJチャンネル』の出演者が担当して放送。
  - 系列局のローカルニュース（ワイド）番組も休止となるため、上記の『ANNニュース』内のローカルニュース枠を行使して対応。

### 10月改編特番時の金曜ゴールデンタイムの編成
本番組が放送された場合、10月改編期の特別番組『ミュージックステーション 3時間SPECIAL』（19:00 - 21:48、3時間）を放送しないため、『ウルトラFES』期間前後、『Mステ』のレギュラー放送再開までの間、テレビ朝日系列の金曜ゴールデンタイムには他のレギュラー番組も含む各特別番組が約1か月に亘り編成されてきた。ただし2017年のレギュラー放送再開は、2時間SPECIAL（20:00 - 21:48、2時間）として放送し、10月改編期の『ミュージックステーションSPECIAL』が3年ぶりに放送された（翌2018年も放送）。また、2019年は本番組が放送されなかったため、10月改編期の『ミュージックステーション 3時間SPECIAL』が5年ぶりに放送された（10月改編期のゴールデンタイム特番は3年連続となった）。